# Savolax (Nyslotts) fördubblingsinfanteribataljon, jämte tremänningar
Savolax (Nyslotts) fördubblingsinfanteribataljon, jämte tremänningar var ett tidigare svenskt infanteriförband uppsatt med personal från landskapet Savolax i östra Finland.

## Historia
Förbandet sattes upp år 1700 under det Stora nordiska kriget och verkade fram till år 1711.
Det bestod av 1036 man.

## Förbandschefer
- 1700–1709: Alexander Pereswetoff-Morath
- 1710–1711: Johan Stiernschantz